# マーサ・グレアム
マーサ・グレアム（英: Martha Graham 1894年5月11日 - 1991年4月1日）は、アメリカ合衆国の舞踏家、振付師であり、モダンダンスの開拓者の一人である。マーサ・グラハムと表記されることも多い。

## 略歴
ペンシルベニア州アレギニーに生まれ、14歳の時カリフォルニア州に引越した。1910年代にルース・サン・デニが踊るのを見てダンスに興味を持つ事になった。22歳（1916年）になって、デニショーン・ダンサー養成所に入学しプロへの道を目指した。

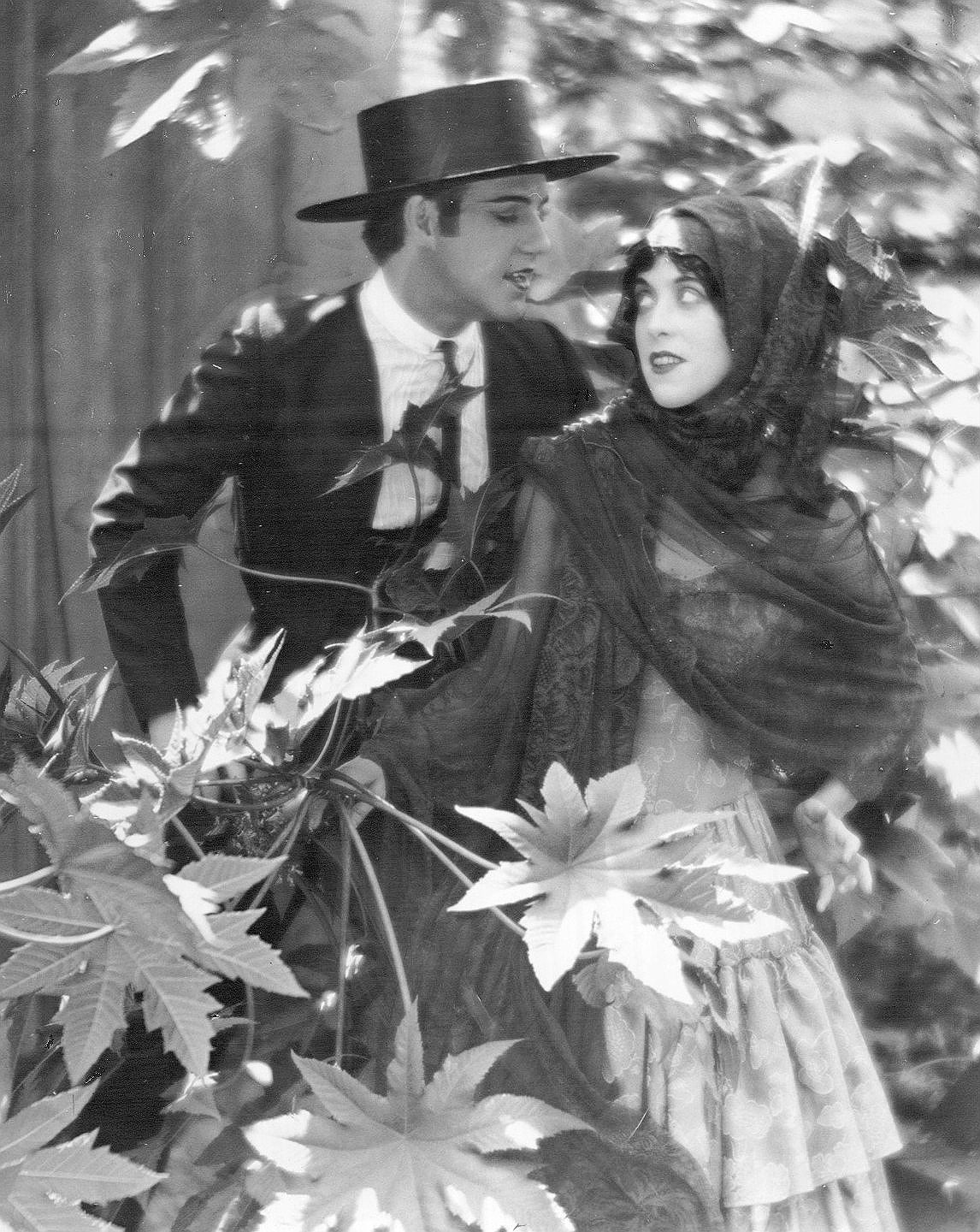
テッド・ショーンとマーサ・グラハム1921年

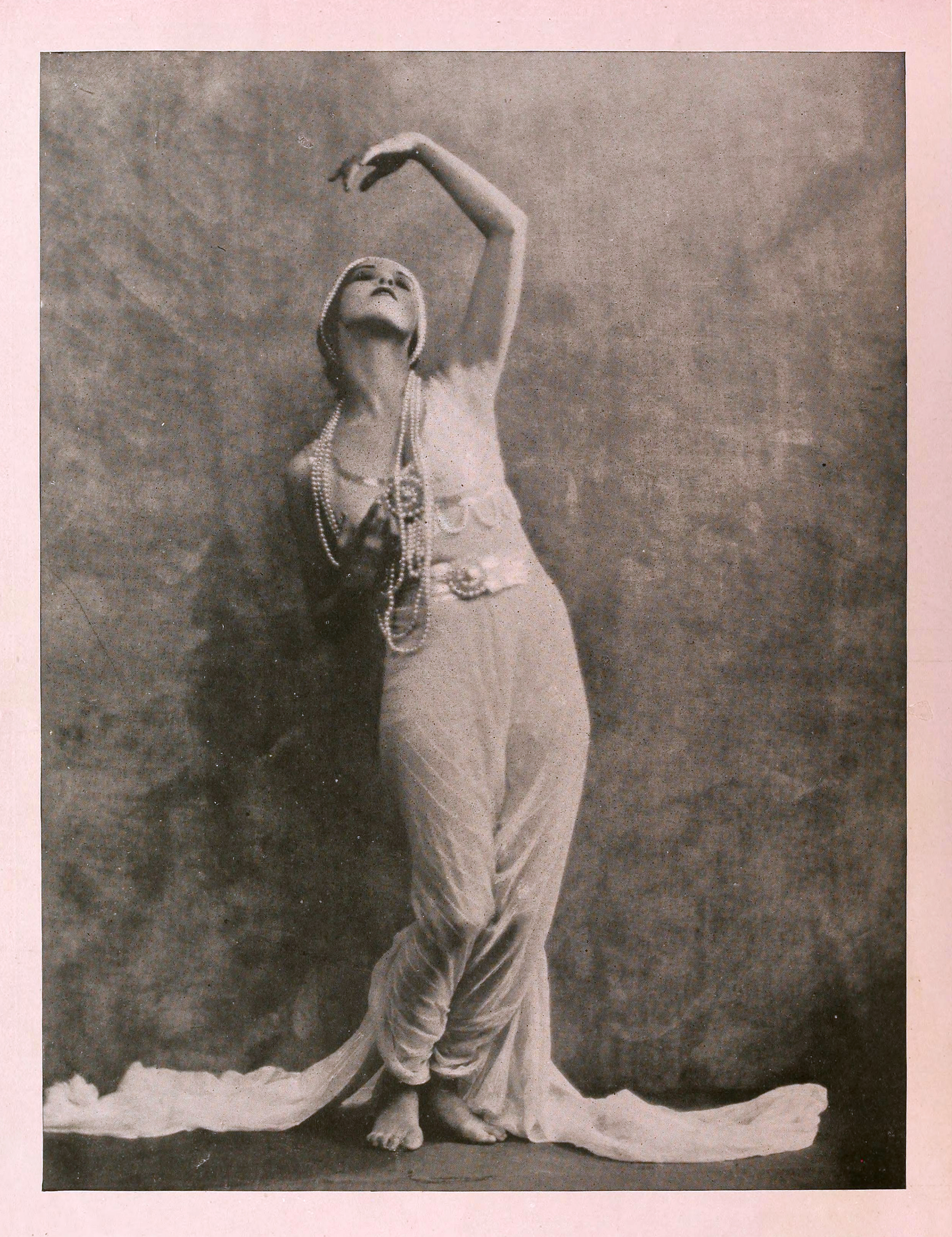
1922年舞台雑誌『シャドウランド』のニコラス・マーレー撮影のポートレート

1925年にニューヨーク州ロチェスターのイーストマン音楽院のダンス講師になった。その後、彼女はデニショーンで知り合った音楽の師で恋人でもある伴奏者のルイス・ホーストのサポートをもとに独立。1926年に自身のカンパニー「マーサ・グレアム・ダンスカンパニー」を設立した。収縮と開放をテーマにした事で広く知られる彼女の独特の身のこなしのスタイル と表現は当時のモダンアートを反映している。

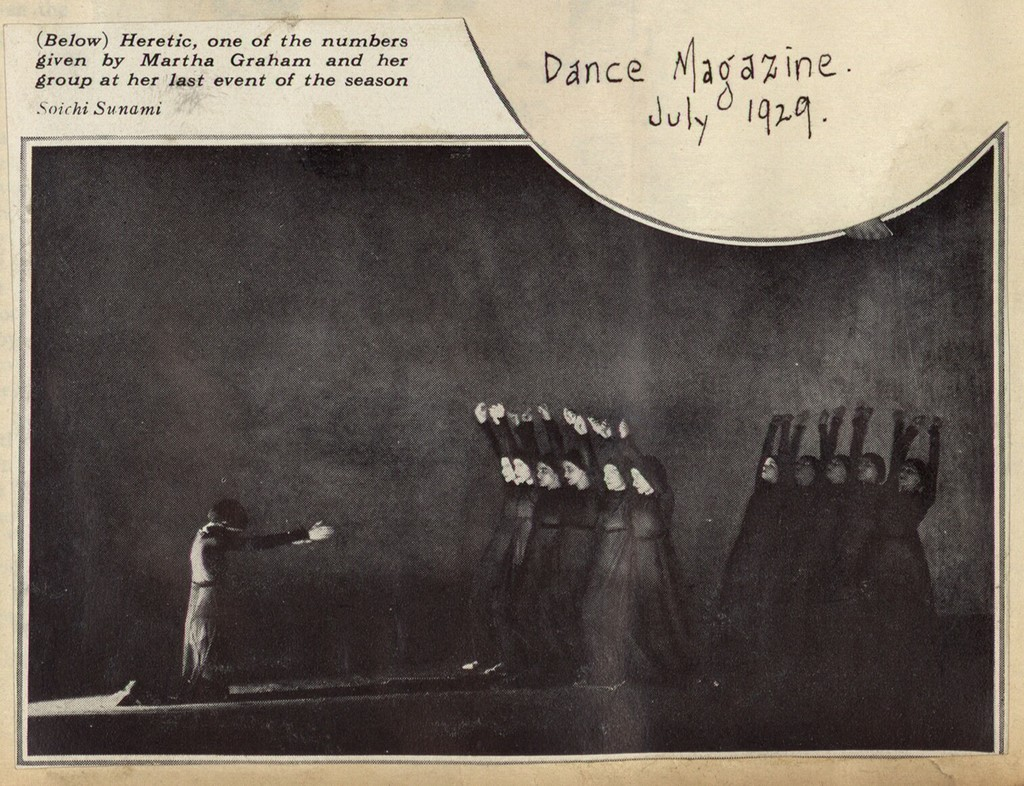
角南壮一撮影1929年、マーサ・グラハムの「異端者」

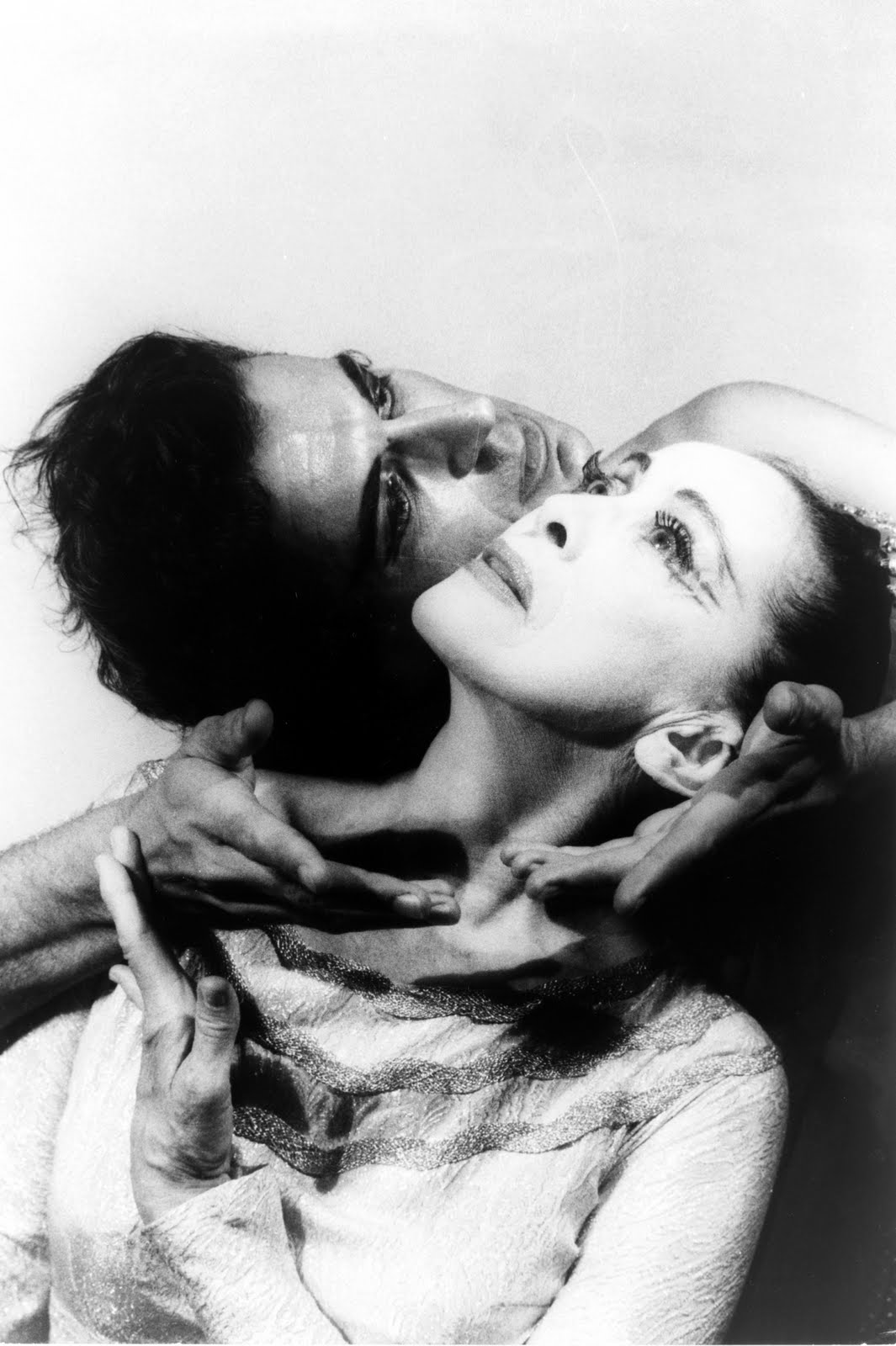
カール・ヴァン・ヴェクテン撮影 マーサ・グレアムとバートラム・ロス1961年

1930年代に入るとグレアムはベニトン大学やニューヨーク大学で指導するかたわら、1927年よりダンス部門の長に就任していた同ファーストネームをもつアメリカ人ダンサー: マーサ・ヒルの下で師事しながら共に活動し、本格的にニューヨークを活動拠点をうつした。1951年、グレアムはまた名門 ジュリアード音楽院におけるダンス部門のメンバーにも就任し、ここでもグレアムはマーサ・ヒルにディレクターをまかせ、自ら助教授となりながらモダンアートの研究にいそしんだ。
1936年に、グレアムは彼女の特徴的な作品である“Chronicle”（年代記）を発表した。大きなインパクトを与え、まさに新時代の到来を予感させる意欲作であるといわれた。この作品は、深刻であった当時の世相・話題をモチーフとして一般の観客によりドラマ性をもって演劇をアピールするものであった。この頃のニューヨークは 暗黒の木曜日（1929年）や, それに続いた世界大恐慌(1930年〜) およびスペイン内戦(1936年〜)等の世情があり、これらの具体的な素材にふれながら当時の鬱蒼とした世相や孤独感を、静かで暗い舞台装置・セットや衣装で生々しく表現したものであった。
1927年に、マーサ・グレアム・ダンスカンパニーが創立された。彼女の教え子の中にはバテシバ・ド・ロチルドがいた。ロチルドがイスラエルに移り、1965年にバテシバ・ダンスカンパニーを設立した際、グレアムはディレクターに就任した。
1948年に、15歳年下のダンサーのエリック・ホーキンズと結婚した。
彼女にとって最も大きなスケールの作品 クリュタイムネーストラー は1958年に制作され、エジプト生まれの作曲家ハリム・エル＝ダブによって音楽が付けられた。
彼女にとって最後のパフォーマンスは1960年代後半に行われ、以降は振付に専念するようになる。1991年に96歳で亡くなるまで仕事を続けた。
1976年、ファーストレディのベティ・フォードが幼少時、グレアムの下でダンスを学んだことが表敬され、ジェラルド・R・フォードから大統領自由勲章を授与された。
1955年、1974年、1990年に来日した。
日系人・日本人の弟子として、ユリコ・キクチ、アキコ・カンダ、浅川高子、折原美樹、アイレス・ギルモア(イサム・ノグチの異父妹)らがいる。

## 作風
森田玲子によれば、グレアムのダンスは、重いテーマやストーリーをベースとし、身体の動きや身振りで人間の深い内面(葛藤や不安等)を表現したと言う。また、情感が強くデルサルト的な発想を持ち、装飾性を排し、打楽器的なリズム重視の振付を行った。

### コントラクション・アンド・リリース(contraction and release)
「コントラクション・アンド・リリース」はグレアムのメソッドである。これは、呼吸をする際、息を吸うときに身体は弛緩(release)し、息を吐くときに収縮(contraction)するというものである。グレアムは、この活動を表現において意識的に行うことを核とした。

## 評価
1998年、TIME誌は、彼女を“Dancer of the Century”として、また20世紀において最も重要な人物の1人に挙げている。

## その他
117回目の誕生日に当たる2011年5月11日のGoogleのロゴは、Ryan Woodwardによるマーサの舞踏の世界観を表現したアニメーションになった。

## 参照項目
- イサム・ノグチ　「アパラチアの春」等マーサ・グレアムの舞台装置を担当
- ポスト・モダンダンス
- アメリカン・ダンス・フェスティバル
- マーサ・グレアムダンスカンパニー
- アグネス・デ＝ミル
- モダンダンス
- コンサート・ダンス
- タンツテアター
- ダンスカンパニーのリスト
- マース・カニンガム